# Enicmus testaceus
Enicmus testaceus är en skalbaggsart som först beskrevs av Stephens 1830.  Enicmus testaceus ingår i släktet Enicmus, och familjen mögelbaggar. Arten är reproducerande i Sverige.